# Гавортія
Гавортія, хавортія (Haworthia Duval) — рід сукулентних рослин підродини асфоделових родини ксантореєвих.

## Поширення

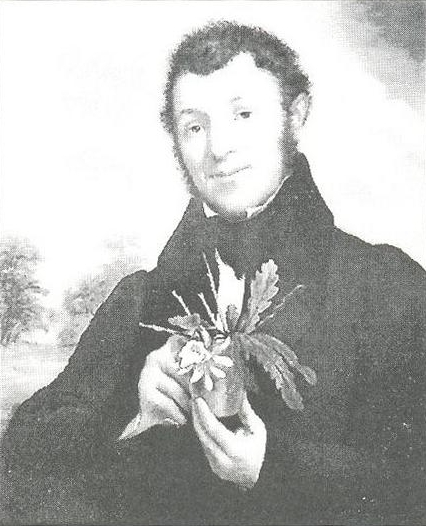
Адріан Гарді Гаворт

Нараховує близько 150 видів рослин, що мешкають в Південній Африці, переважно в Капській провінції ПАР. Всі гавортії зростають в посушливих місцевостях та надають перевагу тінистим місцям, наприклад, під чагарниками, в траві, під прикриттям каміння. Ареал деяких видів дуже обмежений.

## Етимологія
Рід описаний у 1809 році французьким ботаніком та лікарем Анрі Огюстом Дювалєм та названий на честь англійського ботаніка Адріана Гарді Гаворта (1768–1833), який зробив великий внесок у вивчення флори Південної Африки.

## Біологічний опис

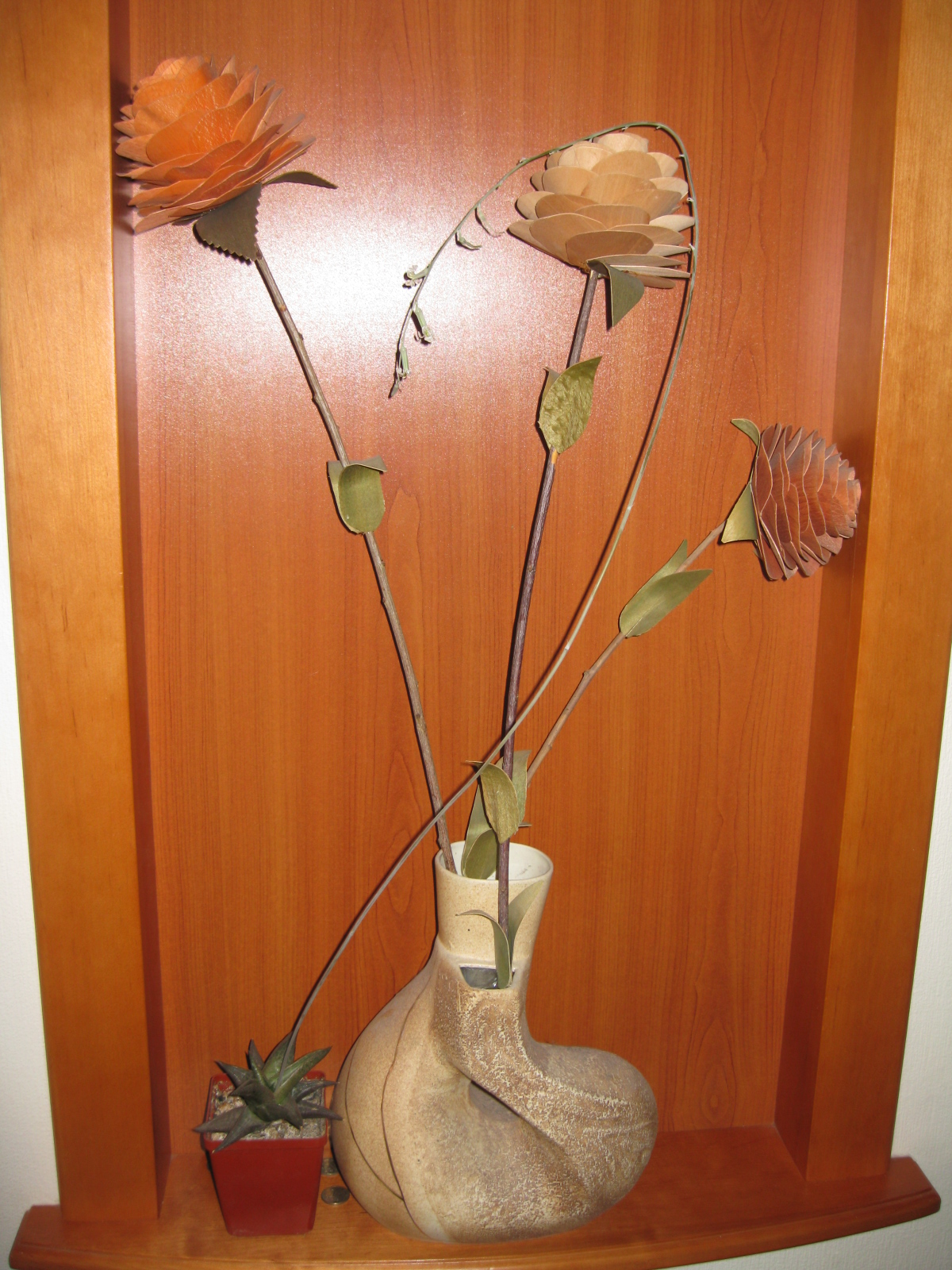
Квітконос гавортії

Види гавортій дуже мінливі, більшість з них мають багато різновидів. Переважна більшість з них — рослини, що утворюють розетку сукулентного листя діаметром від 7 до 30 см. Листя гавортій коротке, м'ясисте, темно- або світло-зелене. Воно жорстке, трикутне або з «обрубаними» кінцями. У деяких видів листя вкрите бородавочками, в інших воно з напівпрозорими «віконцями» — ділянками на верхній частині, або вся верхня частина листка, на якій відсутня хлорофілоносна тканина і поверхневий шар клітин здається прозорим, як скло, що дозволяє світлу проникати вглиб тканин. Квітки — маленькі, непоказні, зеленувато-білого кольору, трубчасті, зібрані в рідкі китиці, розвиваються на довгому полягаючому квітконосі.
Деякі види зовні нагадують види роду молодило, що поширений в горах Південної та Центральної Європи, Кавказу та Малої Азії.

## Догляд та утримання
Багато видів гавортій декоративні та дуже популярні в кімнатній культурі.
Їм необхідне напівтінисте або навіть тінисте місце. Ґрунт: дерновий та листовий, торф, перегній, пісок, перліт, гравій або ін. мілкі камінці в співвідношенні 2:1:1:1:1. Влітку поливають помірно та підживлюють раз на місяць добривом для кактусів, взимку утримують за температури 12-15 °C, полив обмежений, з висушуванням ґрунту.
Розмножують найчастіше вегетативно — відділеними дочірніми розетками (дітками), відрізками стебла та підсушеними листковими черенками. Майже 100 % укорінення можна досягнути, якщо живцювати листки верхнього і середнього ярусів розетки, якщо укорінювати лиски нижнього ярусу — ймовірність укорінення становить близько 30 %.

## Міжродові гібриди
Гавортія утворює міжродові гібриди шляхом схрещування з гастерією (Ґастергавортія).
З Astroloba corrugata утворює природний гібрид — Astroworthia bicarinata.

## Види

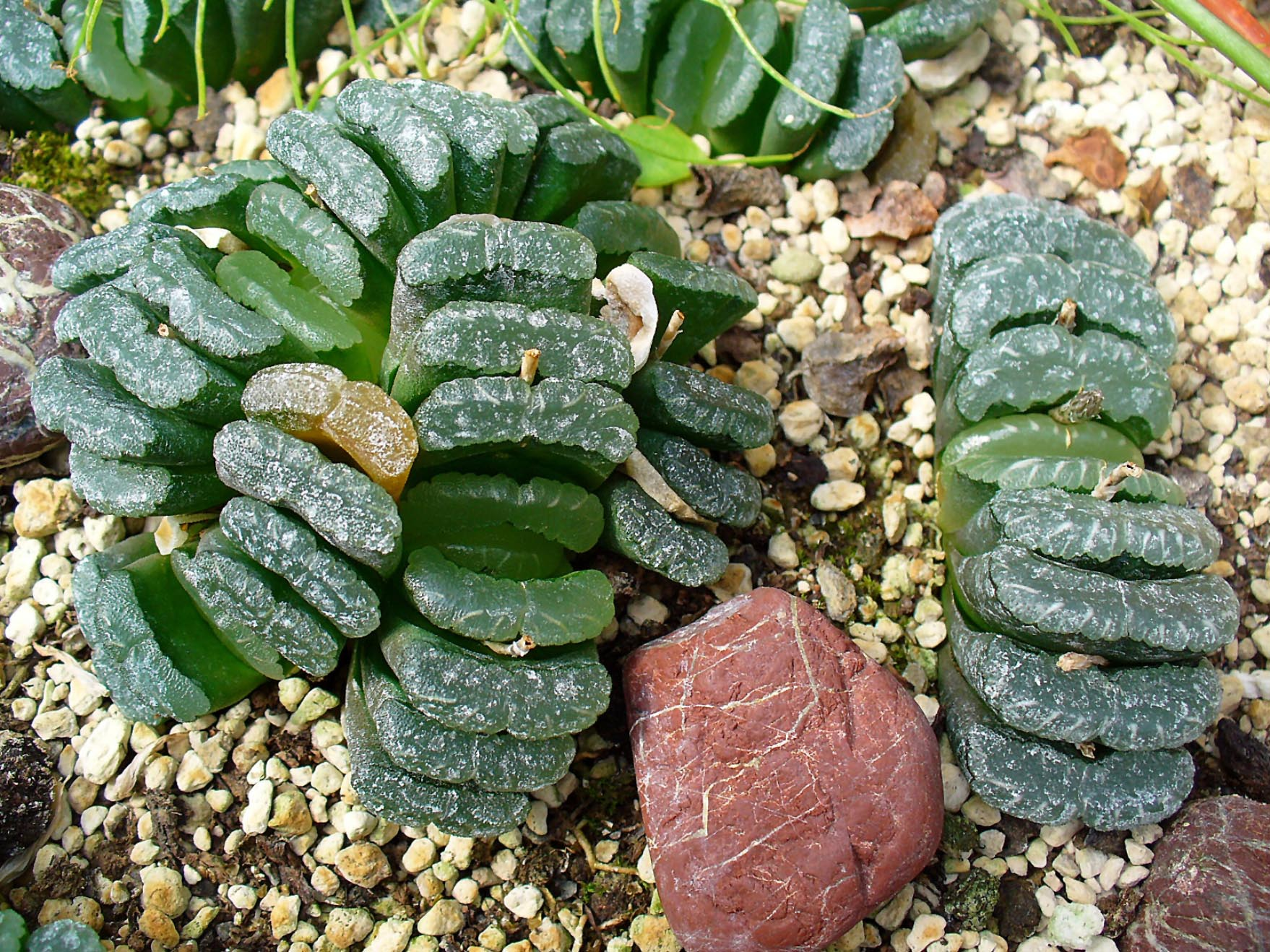
Haworthia truncata

## Застосування
Гавортії утримують як декоративні рослини. В Африці існує повір'я, що гавортії та їхні найближчі родичі — алое і гастерії захищають будинок від нечистої сили та блискавки, тому їхні розетки місцеві жителі розміщують на дахи будинків.

## Галерея зображень

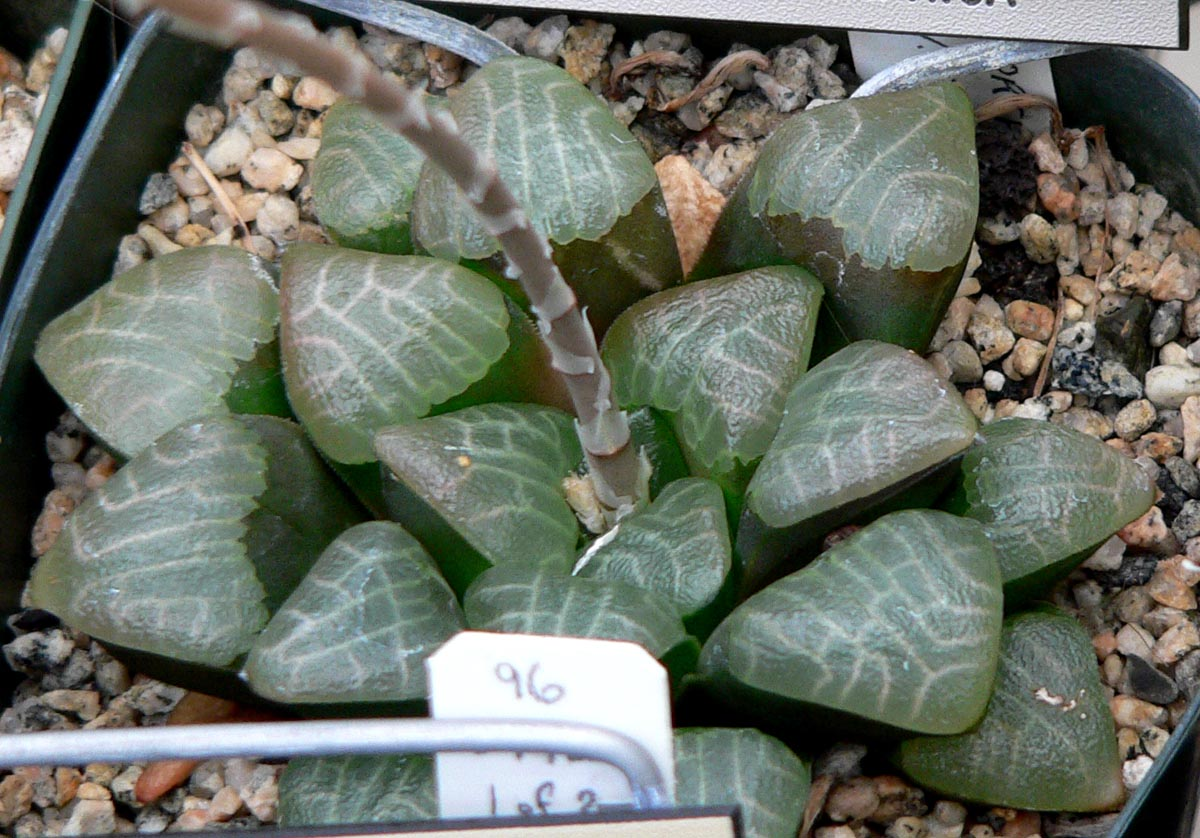
Haworthia emelyae
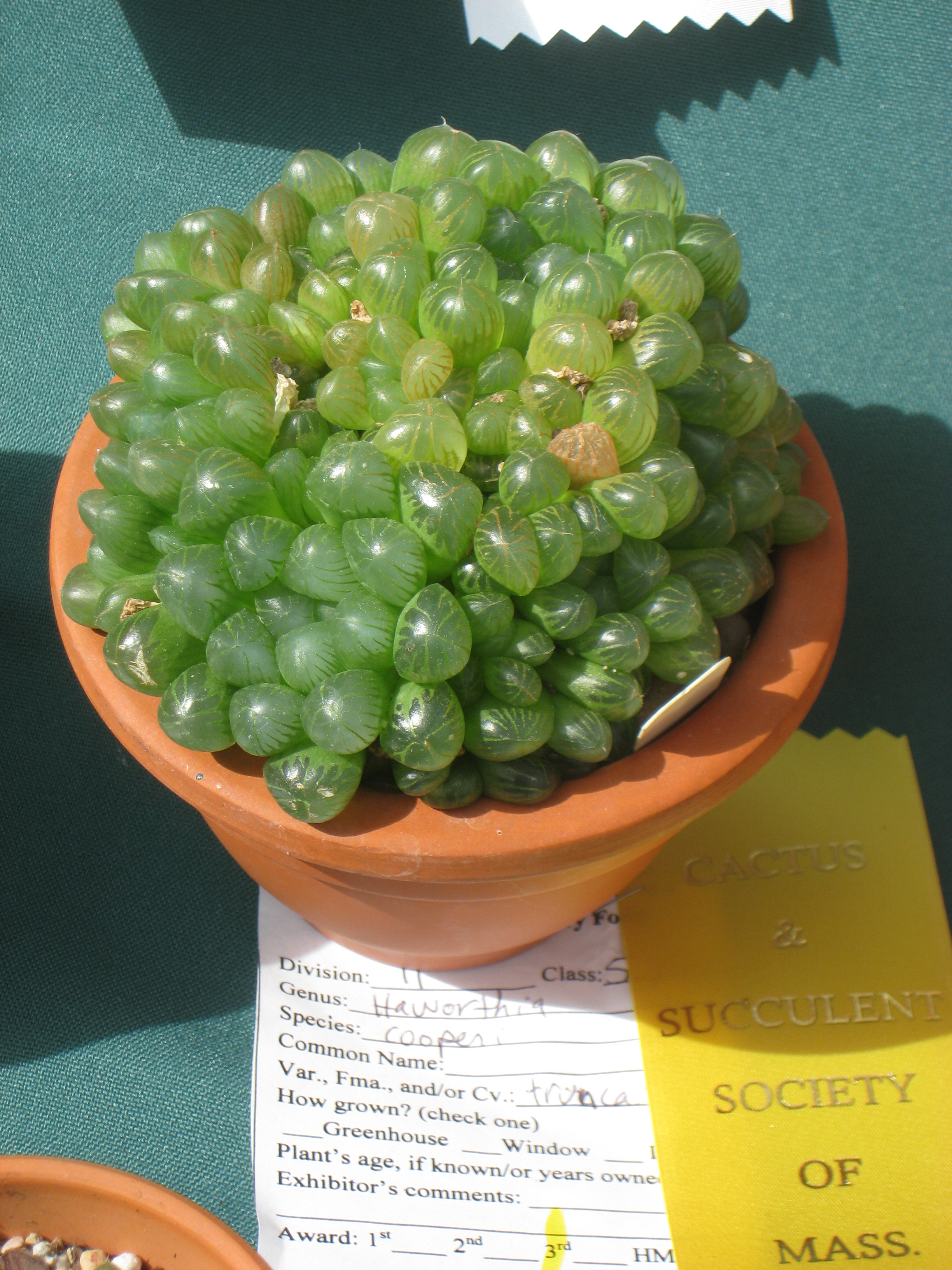
Haworthia cooperi
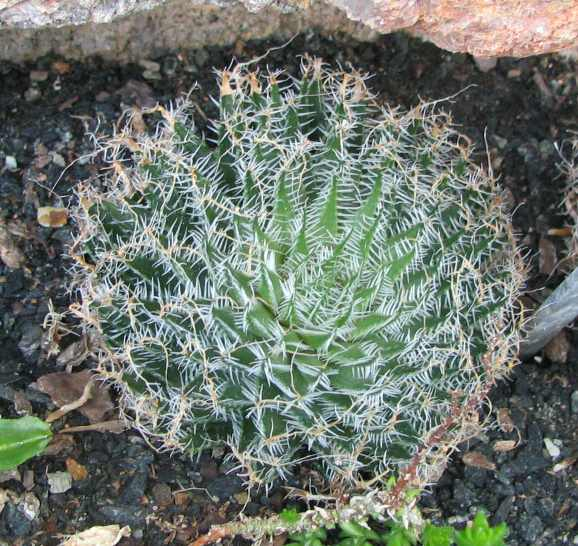
Haworthia arachnoidea
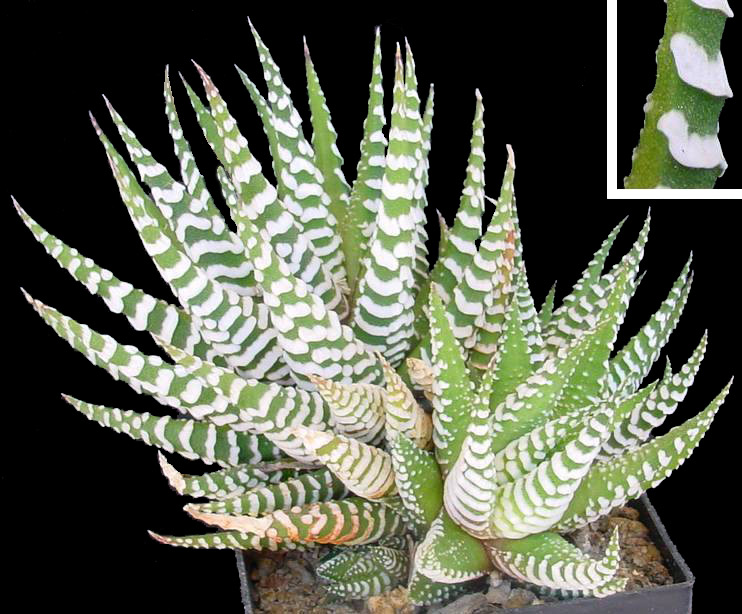
Haworthia attenuata
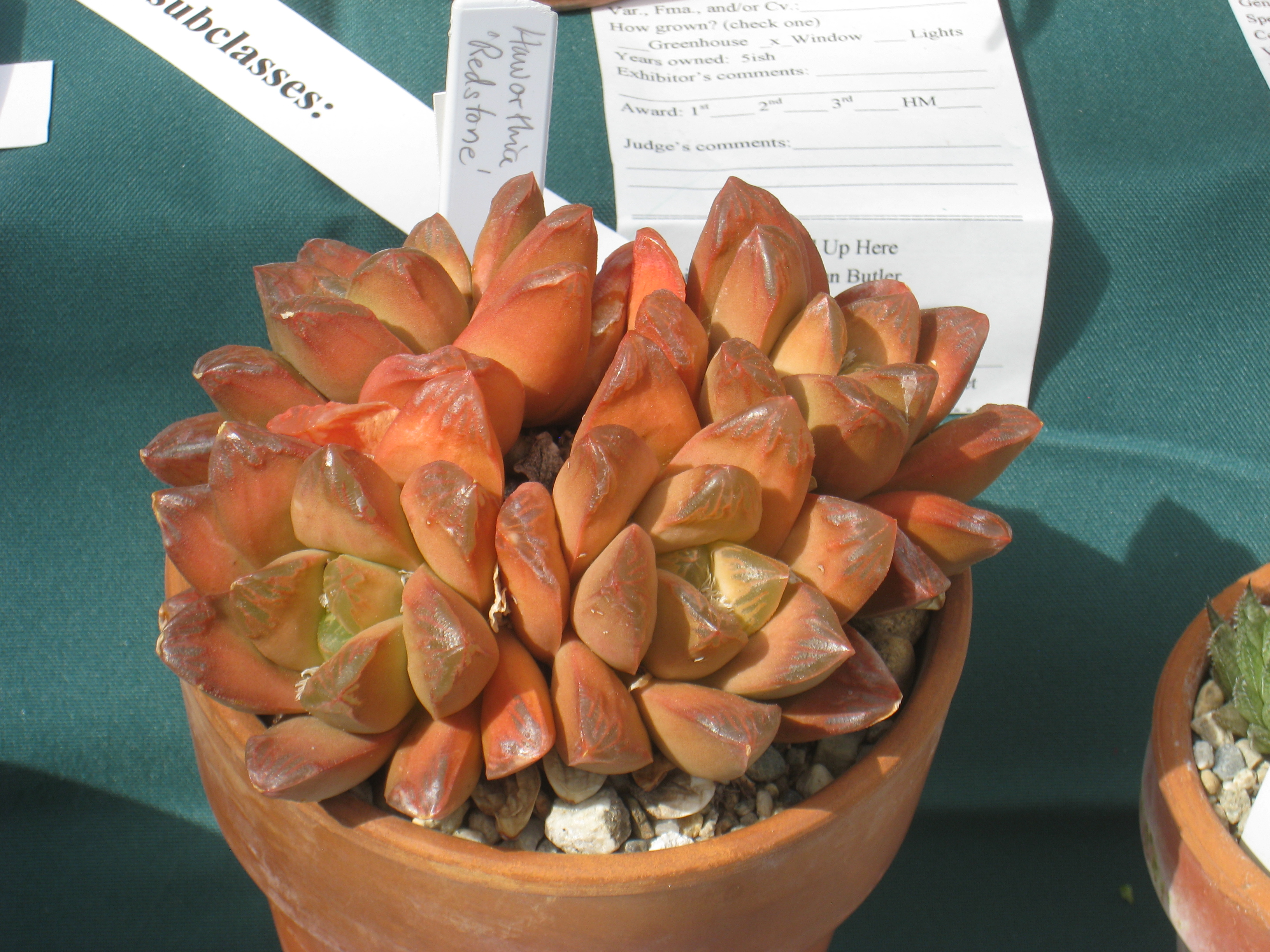
Haworthia 'Redstone'
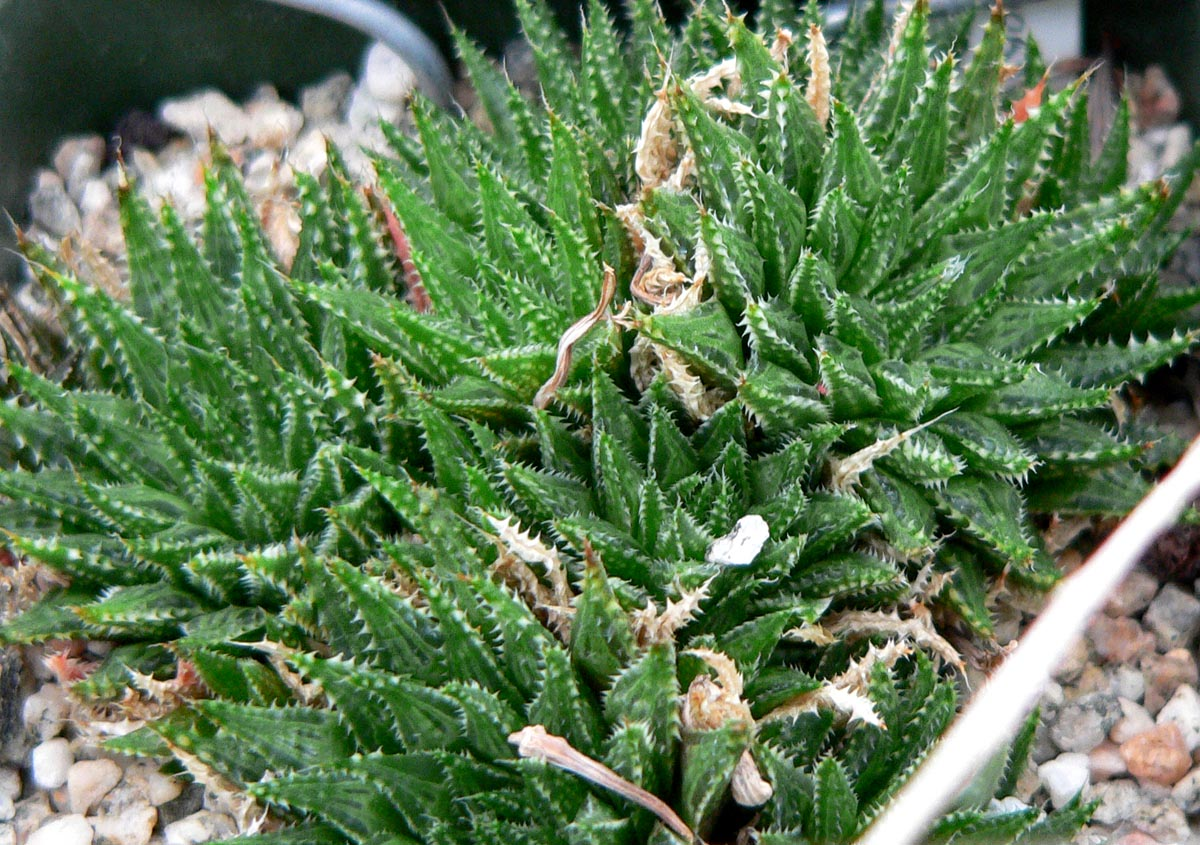
Haworthia maraisii meiringii
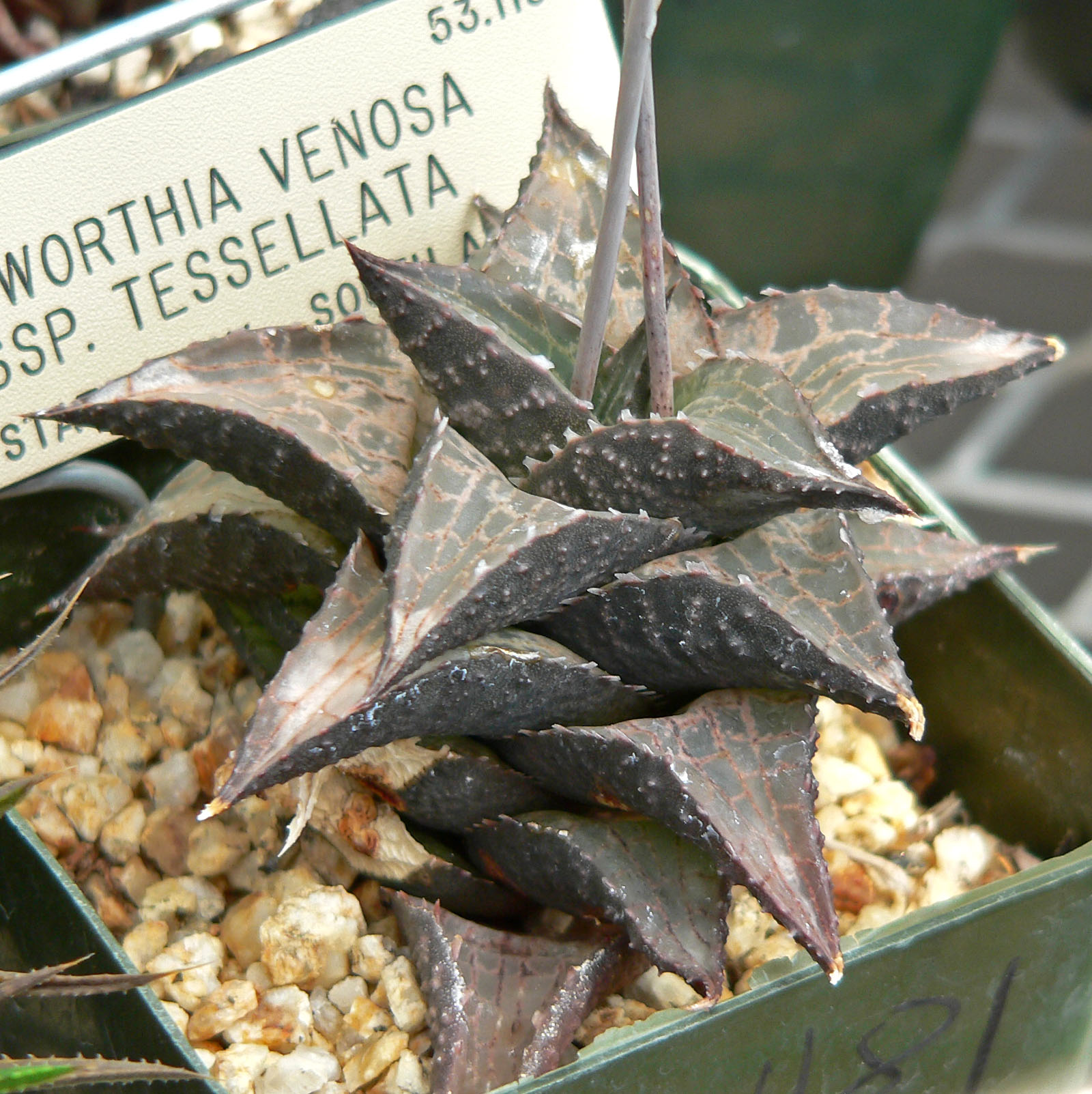
Haworthia venosa ssp tessellata
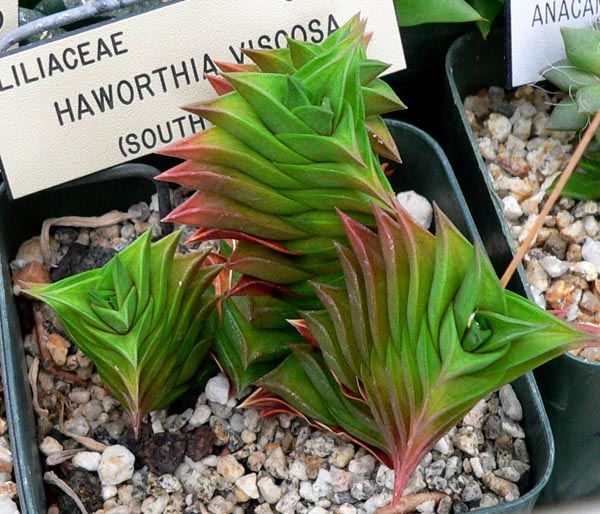
Haworthia viscosa
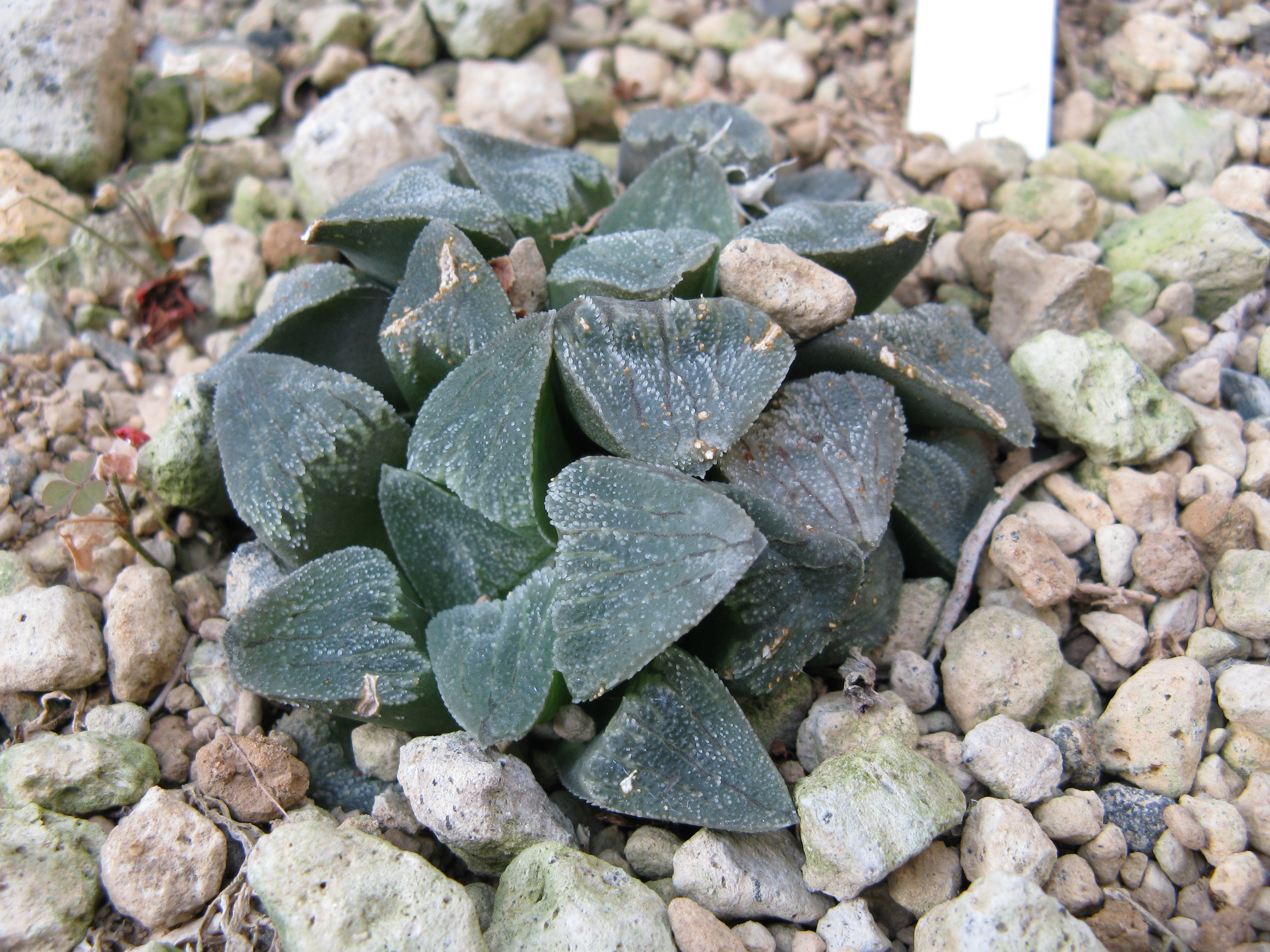
Haworthia pygmaea
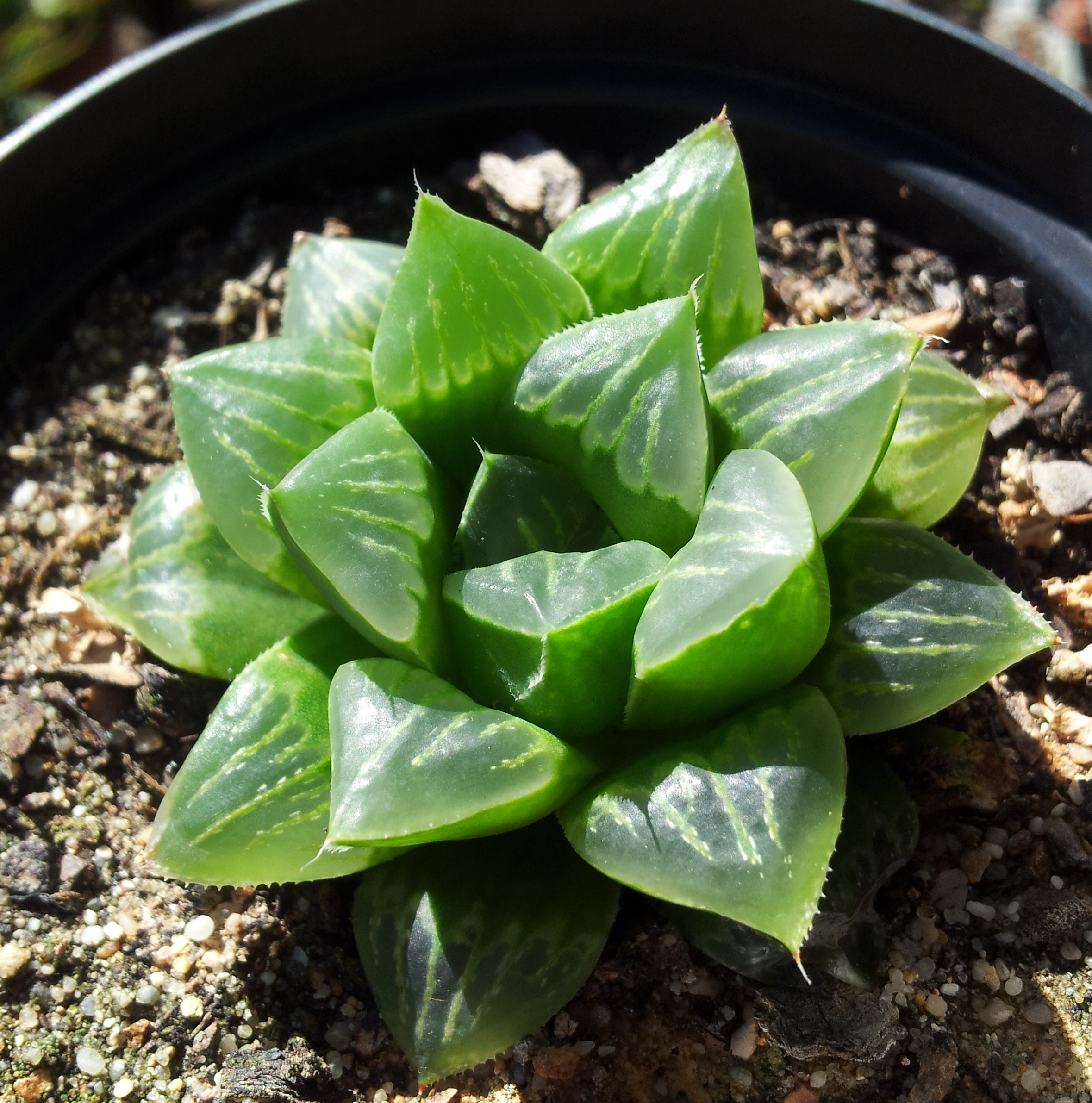
Haworthia retusa